# Феята на зелето (филм, 1896)
„Феята на зелето“ (на френски: La Fée aux Choux) е френски късометражен ням филм фентъзи от 1896 година с участието на Ивон Серан, продуциран от Леон Гомон и заснет от режисьорката Алис Ги- Бланше. Той е един от първите игрални филми в историята на кинематографията. Най-вероятно е бил заснет преди първия игрален филм на Жорж Мелиес, но определено след „Полетият поливач“ на братята Люмиер. Поради спецификата на периода настъпва объркване от несигурността в датирането на тези филми. Много киноисторици приемат, че „Феята на зелето“ е заснет през април 1896 година, месец или два преди първия игрален филм на Мелиес. „Полетият поливач“, който се смята за първия игрален филм в историята на киното е сниман през декември 1895 година.

## Сюжет
Сюжетът на филма е базиран на популярна френска, а и европейска легенда, според която мъжките бебета се раждат в зелето, а женските в розите. Странна фея се разхожда сред зелевите насаждения. С грациозни движения и с помощта на красиви жестове, тя изважда едно бебе от зелката, след което, правейки още магия се появяват други две бебета.

## В ролите
- Ивон Серан като Феята на зелето[3]

## Интересни факти
Времетраенето на филма е 60 секунди, което го прави първият известен в наши дни филм с продължителност от една минута. „Феята на зелето“ е и първият филм в историята на кинематографията, режисиран от жена. Алис Ги- Бланше е една от най-важните фигури в зората на киното, правейки успешна кариера като режисьор, продуцент и собственик на филмово студио, работейки едновременно във Франция и САЩ.